# Xara Xtreme
Xara Xtreme – program do tworzenia i obróbki grafiki wektorowej. W latach 1995–2000 program nazywał się CorelXARA, a w roku 2000 nazwę zmieniono na Xara X. W 2005 przyjęto nazwę Xara Xtreme.